# Sankt Peter am Ottersbach
Sankt Peter am Ottersbach est une commune autrichienne du district de Südoststeiermark en Styrie.